# Tichá rezignace
Tichá rezignace je způsob myšlení, při kterém zaměstnanci záměrně omezují své pracovní aktivity pouze na ty, jež odpovídají jejich pracovní náplni. Při plnění svých povinností zaměstnanci nepřekračují hranice stanovené zákoníkem práce a rovněž odmítají porušovat bezpečnostní předpisy. Nepřijímají dobrovolně další zaměstnavatelem očekávané aktivity, jakými jsou např. přesčasy či být ve volném čase „na telefonu“. Zaměstnanci stačí udržet si svůj stávající zaměstnanecký status a před prací dává dává přednost své rodině, dětem a zálibám. Následky tohoto konání jsou smíšené. Tichá rezignace pomáhá pracovníkům vyhnout se syndromu vyhoření, ale ohrožuje jejich profesní kariéru (budování kariéry se ale netýká přehlížených boomerů; ti očekávají výpověď s odstupným před odchodem do důchodu). Zaměstnavatelé promýšlejí způsob, jak se proti tomuto „nežádoucímu“ jevu bránit, například se pokoušejí prosadit výpověď bez udání důvodu a zkrácení výpovědní lhůty, Současné praktiky zbavování se znevýhodněných skupin zaměstnanců nebývají etické.

## Historie

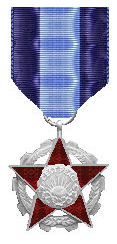
Řád práce

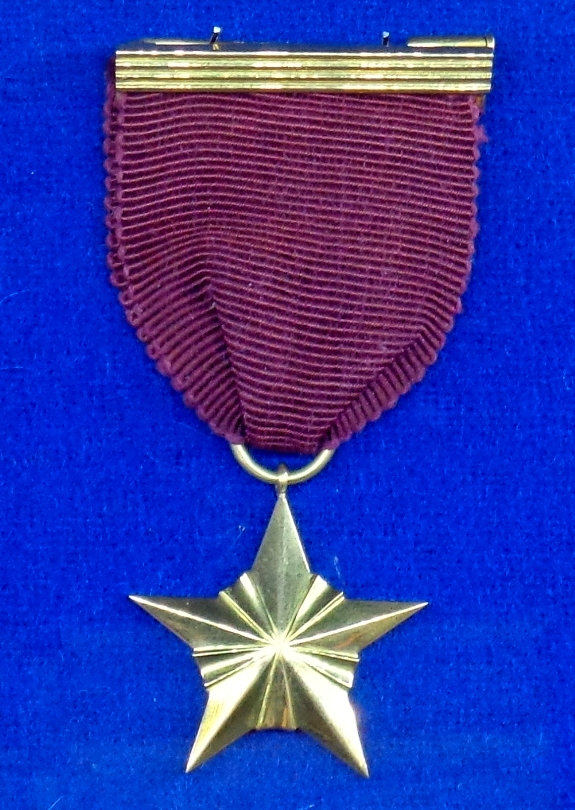
Hrdina socialistické práce

Ačkoli termín „tichá rezignace“ (což je obdoba či volně přeložený anglický výraz Quiet quitting) vznikl až v 21. století v souvislosti s pandemií covidu-19, tento jev existoval už ve století dvacátém, jenže tehdy o něm nevznikly studie a chybělo mu pojmenování.
V dobách budování komunismu v Československu vedl tlak autoritářského režimu ke „kultu práce“. V plánované ekonomice provázel tento kult pracující třídu od dvouletého hospodářského plánu přes pětiletky k „zářným zítřkům“ prostřednictvím budovatelů, úderníků, Stachanovského hnutí, brigád socialistické práce, Akcí Z, pracovních sobot i jinak. Příslušná osvěta z pera KSČ byla všudypřítomná, a to nejen v budovatelských románech, próze a masových písních. Ohodnocení za pracovní výkon zaměstnanců byla rovnostářská. „Mlčící většina“ (zde – lidé, co přestali věřit v zářné zítřky) se stáhla do vnitřní emigrace a věnovala se hlavně melouchům a chalupaření. Jedním z hesel vnitřních emigrantů bylo: „Vy předstíráte, že nám platíte, my předstíráme, že pracujeme.“ Další oblíbená a tiše prosazovaná hesla byla například: „Důsledně dodržujeme pracovní dobu!“ (neboli dudoprdo) a „Rozčiluj se jen do výše svého platu“.